# 细裂福王草
细裂福王草（学名：Prenanthes angustiloba）是菊科福王草属的植物，是中国的特有植物。分布于中国大陆的四川等地，生长于海拔2,700米的地区，目前尚未由人工引种栽培。